# Log, Budanje
Log (tudi Log pri Vipavi) je zaselek vasi Budanje blizu Vipave v Občini Ajdovščina.

### Cerkev Marije Tolažnice
Mogočna podružnična cerkev Marije Tolažnice, ki obvladuje celotno zgornjo Vipavsko dolino, stoji ob eni nekdaj (pred izgradnjo avtoceste) naprometnejših cest v Sloveniji. Po legendi je bilo tu svetišče že v antiki. Prva cerkev pa je bila dokumentirana 1320, od te sta se ohranila dva gotska sklepnika. Sedanja triladijska cerkev je bila postavljena v letih med 1619 do 1622, ko je Log postal pomemben romarski kraj. V letih 1826 do 1831 so stranski ladji prezidali v kapele in v letih 1867 do 1874 še pevski kor. Notranjost je poslikal F. Goldenstein 1842-44.
Neoklasicistični veliki oltar iz belega marmorja so postavili leta 1802 in vanj 1861 postavili sliko Mihaela Stroja Marija z Jezusom, ki je nadomestila Tominčevo sliko iz leta 1820.
Poleg cerkve stoji tudi spomenik madžarskemu vojaku.